# Гієни (фільм)
«Гієни» — американський кінофільм режисера Еріка Уестона, що вийшов на екрани в 2010 році.

## Сюжет
Стародавні та злобні істоти знову почали своє полювання на людей. Безжалісні вбивці, наполовину звірі, вони, подібно невідворотній долі, переслідують своїх жертв і немає від них порятунку. Колись від рук чудовиськ загинули рідні героя. Тепер у його душі немає страху і сумнівів, а лише ненависть і жага помсти.

## У ролях
| Актор             | Роль |
| ----------------- | ---- |
| Марія Бертран     | -    |
| Мешах Тейлор      | -    |
| Даджуан Джонсон   | -    |
| Джон Семінару     | -    |
| Джим Морріс       | -    |
| Рон Бард          | -    |
| Ендрю Т. Лі       | -    |
| Реджинальд Джеймс | -    |
| Костас Менділор   | -    |

## Знімальна група
- Режисер — Ерік Уестон
- Сценарист — Ерік Уестон
- Продюсер — Рон Бард, Джеймс Кейтель, Джим Морріс
- Композитор — Лоуренс Шрагге